# Leptotyphlops tenellus
Leptotyphlops tenellus är en kräldjursart som beskrevs av  Laurence Monroe Klauber 1939. Leptotyphlops tenellus ingår i släktet Leptotyphlops och familjen Leptotyphlopidae. Inga underarter finns listade i Catalogue of Life.